# Straße von Alderney
Die Straße von Alderney (en. Alderney Race, fr. Raz Blanchard nrm. L'Raz) ist eine Wasserstraße im Ärmelkanal zwischen La Hague und der Kanalinsel Alderney. In der Wasserstraße befindet sich eine der stärksten Gezeitenströmungen Europas. Es ist eine wechselnde Strömung, die sich sehr genau vorhersagen lässt. Der Name Blanchard (fr. blanc=weiß) ist darauf zurückzuführen, dass das aufgewühlte Meer mit Schaum bedeckt ist. Der englische Name leitet sich aus der Kanalinsel Alderney ab, wo Englisch die Amtssprache ist. Die Straße von Alderney bildet die nördliche Grenze der Passage de la Déroute und die nordöstliche Grenze vom Golf von Saint-Malo.

## Geschwindigkeit
Die Strömungsgeschwindigkeit kann bei Springflut 12 Knoten erreichen.
Die nördliche Grenze der Straße von Alderney befindet sich ein bis zwei Meilen nördlich einer Gerade, die Quénard Point in Alderney mit dem Leuchtturm von La Hague verbindet. Die unruhige Zone erstreckt sich im Osten bis zur Boje Basse-Bréfort in der Nähe des Hafens von Omonville-la-Rogue. Im Süden wird die Grenze der unruhigen Zone durch eine Gerade zwischen der Schôle-Untiefe, die sich auf halbem Weg zwischen dem nordöstlichen Punkt von Guernsey und dem Kap von La Hague befindet, und dem Kap von Flamanville beschrieben.
Die Flutströmung fließt nach Nordosten, das Maximum entspricht ungefähr der Flutzeit in Cherbourg. Die Ebbeströmung fließt nach Südwesten, und das Maximum entspricht ungefähr der Ebbezeit in Cherbourg. Die Strömungsänderung entspricht ungefähr den Halbflutzeiten in Cherbourg. Die größte Geschwindigkeit wird ungefähr eine Meile südwestlich des La-Hague-Leuchtturms an der Boje la Foraine gemessen. Die maximale Flutgeschwindigkeit schwankt zwischen sechs und zwölf Knoten, die maximale Ebbegeschwindigkeit zwischen vier und neun Knoten.

## Meereszustand
Wenn der Wind gegen die Strömung weht, ist das Meer äußerst aufgewühlt. Die Wellentäler können zwei bis vier Meter erreichen. Die Entfernung zwischen den Wellen ist kleiner als 50 m. Wenn der Wind und die Gezeitenströmung die gleiche Richtung haben, wird das Meer ruhiger. Erschwerend dazu kommt, dass der Seeboden nicht glatt ist, sondern im Gegenteil sehr rau. Alderney und La Hague liegen geologisch im armorikanischen Massiv.
Wenn widrige Bedingungen herrschen, wird der ergiebige Schaum vom Wind verweht, wodurch sich die Sichtverhältnisse verschlechtern.
Auch bei guten Wetterbedingungen und entgegengesetzter Dünung und Strömung – insbesondere an Untiefen wie der Schôle-Untiefe oder der Longis Bay an der Südostküste von Alderney – kommt es zu Wellenbrechen. Besonders bei nebeligem Wetter, bei dem die Geräusche besser von der Luft übertragen werden, kann man das Wellenbrechen in einer Entfernung von zwei bis drei Meilen sehr gut wahrnehmen.

## Hydrografie
Die Stärke der Strömung kann durch folgende Faktoren erklärt werden:
- Die Entfernung zwischen Alderney und La Hague beträgt nur acht Seemeilen. Die Straße bildet eine Einschränkung zwischen dem Golf von Saint-Malo und dem Rest des Ärmelkanals
- Der Wasserhöhenunterschied ist groß:
  - die Flut ist höher und früher in Carteret als am Kap von La Hague (durchschnittlich 2 Meter und 40 Minuten) mit einer Entfernung von 22 Meilen.
  - Am Kap von La Hague ist die Flut höher und früher als in Cherbourg (durchschnittlich 2 Meter und 30 Minuten) mit einer Entfernung von 14 Meilen.

Diese Konstellation verursacht die Steigung des Wassers.
In englischsprachigen Seekarten ist von „Dangerous Overfalls“ im Falle vom Race of Alderney die Rede.

## Kanalinseln
Weitere kleinere Straßen von Guernsey:
- The Swinge (fr. Passage au Singe) zwischen Alderney und Burhou
- Little Roussel (fr. Petit Ruau) zwischen Guernesey und Herm
- The Gouliot (fr. Le Gouliot) zwischen Sark und Brecqhou

## Erneuerbare Energien
Die französische Regierung untersucht den Bau von Meeresströmungskraftwerken in der Straße von Alderney (genau so wie am Raz de Barfleur, auch an der Cotentinküste) in einer der stärksten Gezeitenströmungen Europas zwischen Kap von La Hague und Alderney.
Im Rahmen der Entwicklung der erneuerbaren Energien ist eine HGÜ-Verbindung zwischen England und L’Étang-Bertrand (auf der Halbinsel Cotentin) geplant, die in Siouville-Hague landen könnte.
Gleichzeitig wird von Herqueville aus schwachradioaktives Abwasser der Wiederaufbereitungsanlage La Hague (und des angrenzenden Centre de stockage de la Manche) in die Straße von Alderney abgeleitet, was zu Konflikten zwischen der Kernkraft und den erneuerbaren Energien führen könnte. Außerdem liegt Hurd’s Deep in der Nähe.